# Selenophanes andromeda
Selenophanes andromeda är en fjärilsart som beskrevs av Hans Ferdinand Emil Julius Stichel 1901. Selenophanes andromeda ingår i släktet Selenophanes och familjen praktfjärilar. Inga underarter finns listade i Catalogue of Life.